# 東経1度線
東経1度線（とうけい1どせん）は、本初子午線面から東へ1度の角度を成す経線である。北極点から北極海、大西洋、ヨーロッパ、地中海、アフリカ、南極海、南極大陸を通過して南極点までを結ぶ。
東経1度線は、西経179度線と共に大円を形成する。

## 通過する地域一覧
東経1度線は、北極点から南極点まで南に向かって以下の場所を通っている。
| 地理座標                                           | 国土・領土・領海 | 備考 |
| -------------------------------------------------- | ---------------- | --- |
| 北緯90度0分 東経1度0分 / 北緯90.000度 東経1.000度  | 北極海           | |
| 北緯81度35分 東経1度0分 / 北緯81.583度 東経1.000度 | 大西洋           | |
| 北緯61度0分 東経1度0分 / 北緯61.000度 東経1.000度  | 北海             | |
| 北緯52度58分 東経1度0分 / 北緯52.967度 東経1.000度 | イギリス         | イングランド — ストウマーケット（英語版）（サフォーク州、北緯52度11分 東経1度0分 / 北緯52.183度 東経1.000度）を通過 |
| 北緯51度47分 東経1度0分 / 北緯51.783度 東経1.000度 | 北海             | |
| 北緯51度21分 東経1度0分 / 北緯51.350度 東経1.000度 | イギリス         | イングランド — ウィスタブル（英語版）（ケント州、北緯51度21分 東経1度1分 / 北緯51.350度 東経1.017度）のすぐ西を通過 |
| 北緯51度1分 東経1度0分 / 北緯51.017度 東経1.000度  | イギリス海峡     | |
| 北緯49度55分 東経1度0分 / 北緯49.917度 東経1.000度 | フランス         | オート＝ノルマンディー地域圏 サントル地域圏 リムーザン地域圏 アキテーヌ地域圏 ミディ＝ピレネー地域圏                |
| 北緯42度47分 東経1度0分 / 北緯42.783度 東経1.000度 | スペイン         | カタルーニャ州 |
| 北緯41度2分 東経1度0分 / 北緯41.033度 東経1.000度  | 地中海           | イビサ島（北緯38度54分 東経1度13分 / 北緯38.900度 東経1.217度）のすぐ西を通過                                       |
| 北緯36度28分 東経1度0分 / 北緯36.467度 東経1.000度 | アルジェリア     | |
| 北緯21度13分 東経1度0分 / 北緯21.217度 東経1.000度 | マリ             | |
| 北緯15度0分 東経1度0分 / 北緯15.000度 東経1.000度  | ニジェール       | |
| 北緯13度33分 東経1度0分 / 北緯13.550度 東経1.000度 | ブルキナファソ   | |
| 北緯13度22分 東経1度0分 / 北緯13.367度 東経1.000度 | ニジェール       | ブルキナファソとの国境の一部が、東経1度線の約1km西を平行に走っている                                                |
| 北緯13度3分 東経1度0分 / 北緯13.050度 東経1.000度  | ブルキナファソ   | |
| 北緯11度5分 東経1度0分 / 北緯11.083度 東経1.000度  | ベナン           | |
| 北緯10度13分 東経1度0分 / 北緯10.217度 東経1.000度 | トーゴ           | |
| 北緯6度18分 東経1度0分 / 北緯6.300度 東経1.000度   | ガーナ           | |
| 北緯5度55分 東経1度0分 / 北緯5.917度 東経1.000度   | 大西洋           | |
| 南緯60度0分 東経1度0分 / 南緯60.000度 東経1.000度  | 南極海           | |
| 南緯69度51分 東経1度0分 / 南緯69.850度 東経1.000度 | 南極大陸         | ドローニング・モード・ランド（ ノルウェーが領有権を主張）                                                           |